# Fairlight: A Prelude
Fairlight: A Prelude (ook wel Fairlight) is een computerspel dat werd ontwikkeld en uitgegeven door The Edge. Het spel werd in 1985 uitgebracht voor de ZX Spectrum. Een jaar later werd het uitgebracht voor de Amstrad CPC en de Commodore 64. Het spel heeft een isometrisch aanzicht. De speler speelt Isvar, die uit het kasteel moet ontsnappen.

## Platforms
| Jaar | Platform                               |
| ---- | -------------------------------------- |
| 1985 | ZX Spectrum                            |
| 1986 | Amstrad CPC, Amstrad PCW, Commodore 64 |

## Ontvangst
| Beoordeeld door                | Platform    | Jaar | Score |
| ------------------------------ | ----------- | ---- | ----- |
| Sinclair User                  | ZX Spectrum | 1985 | 100%  |
| ASM (Aktueller Software Markt) | ZX Spectrum | 1986 | 80%   |
| Computer Gamer                 | ZX Spectrum | 1987 | 70%   |
| Eurogamer.net (GB)             | ZX Spectrum | 2007 | 70%   |
| Tilt                           | Amstrad CPC | 1986 | 67%   |